# Garden City Velodroom
De Garden City Velodroom was een velodroom in de Belgische stad Antwerpen.

## Omschrijving
De Garden City Velodroom lag in het district Wilrijk en werd plechtig geopend op 28 juni 1914. De piste was 400 m lang. In 1920 vonden in deze velodroom de wielercompetities plaats van de Olympische Zomerspelen van 1920. In dezelfde periode vonden ook de Wereldkampioenschappen baanwielrennen van 1920 in deze velodroom plaats.
Na twaalf jaar werd de velodroom in 1925 afgebroken om plaats te maken voor nieuwbouwwoningen.

## Trivia
- In Wilrijk is de Garden Citylaan vernoemd naar deze olympische velodroom.

Olympisch Stadion · Royal Beerschot Tennis & Hockey Club · Stadion Broodstraat · Garden City Velodroom · IJspaleis · Merksem · Middelheimpark · Nachtegalenpark · Schietbaan Kiel · Zoo van Antwerpen · Zwemstadion · Dudenparkstadion · Hoogboom Country Club · Jules Ottenstadion · Kamp van Beverlo · Oostende · Tuin van het Egmontpaleis · Wellingtonrenbaan · Zeekanaal Brussel-Schelde · Buiten-IJ